# Hall Motor Vehicle Company
Die Hall Motor Vehicle Company, vorher Hall Motor Carriage Company, war ein kurzlebiger US-amerikanischer Automobilhersteller der Luxusklasse in Dover (New Jersey).

## Beschreibung
Hiram P. Hall gründete die Gesellschaft 1903 zur Herstellung eines repräsentativen Automobils, das als Hall auf den Markt kam. Dabei handelte es sich um ein modern aussehendes Fahrzeug im französischen Stil, das einem Panhard & Levassor oder Darracq nicht unähnlich war. Es hatte einen Zweizylindermotor  mit 20 PS nach damaliger Berechnungsmethode und Wasserkühlung. Die Kraftübertragung auf die Hinterachse erfolgte mittels Antriebskette. Die einzige erhältliche Karosserievariante war ein Rear-Entrance Tonneau aus Aluminium, ein offener Viersitzer mit Zugang zu den hinteren Plätzen über eine Tür im Heck. Das Auto war mit einem Gewicht von knapp 1100 kg (2400 lbs) recht schwer. Der Hersteller gab eine „komfortable Reisegeschwindigkeit“ von 20 MPH an, entsprechend etwa 32 km/h. Der Verkaufspreis von 3500 US-Dollar war für ein Auto mit dieser Leistung und nur zwei Zylindern hoch. Ein vergleichbarer Royal Tourist etwa kostete 2300 Dollar; das zu dieser Zeit erfolgreichste Automobil der USA, der Oldsmobile Curved Dash, 650 Dollar.
1904 wurde das Unternehmen in Hall Motor Vehicle Company umbenannt und der Hall um 500 Dollar günstiger verkauft. Ende 1904 stellte Hall den Betrieb ein, das Unternehmen wurde aufgelöst. Hiram Hall baute später Lokomotiven.

## Modellübersicht 1903–1904
| Serie | Modellbezeichnung | Karosserie                     | Listenpreis (US-Dollar) |
| ----- | ----------------- | ------------------------------ | ----------------------- |
| 1903  | Hall Touring      | Rear-Entrance Tonneau, 4-pass. | 3500                    |
| 1904  | Hall Touring      | Rear-Entrance Tonneau, 4-pass  | 3000                    |